# Carrozzeria OPAC
Die Carrozzeria OPAC ist ein italienischer Karosseriehersteller, Entwicklungsdienstleister und Automobilzulieferer. OPAC übernimmt Konstruktionsaufgaben für Serienhersteller und Designstudios, baut Karosserieteile, Komplettkarosserien und in Einzelfällen auch fahrbereite Prototypen. Mittlerweile ist OPAC außerdem einer der größten Zulieferer für Cabrioverdecke und Hardtops.

## Unternehmensgeschichte
Die Carrozzeria OPAC geht auf das 1977 gegründete Karosseriewerk OCRA zurück, das einige Jahre lang Karosseriebleche für Pininfarina (hier insbesondere den Alfa Romeo Spider) und Rohkarosserien für Kleinserienhersteller wie Bitter (SC) gefertigt hatte. Die Qualität der OCRA-Karosserien galt als außergewöhnlich schlecht, sodass OCRA Schwierigkeiten hatte, sich dauerhaft zu etablieren.
Giuliano Feroldi und Pierangelo Sacco, zwei der OCRA-Gründer, unternahmen daraufhin 1986 mit der Carrozzeria OPAC einen Neuanfang. Das Unternehmen ist in Rivalta di Torino ansässig, einem Vorort Turins. OPAC übernahm in den folgenden Jahren schrittweise die Aufträge von OCRA und setzte deren Konzept fort. Daraufhin stellte OCRA 1990 den Betrieb vollständig ein.
Zu OPACs Kunden gehören bzw. gehörten Alfa Romeo, Bertone, Bentley, Lamborghini, Maserati, Pininfarina, Rolls-Royce, Rover und Zagato.

## Arbeiten von OPAC

### Entwicklungsdienstleister

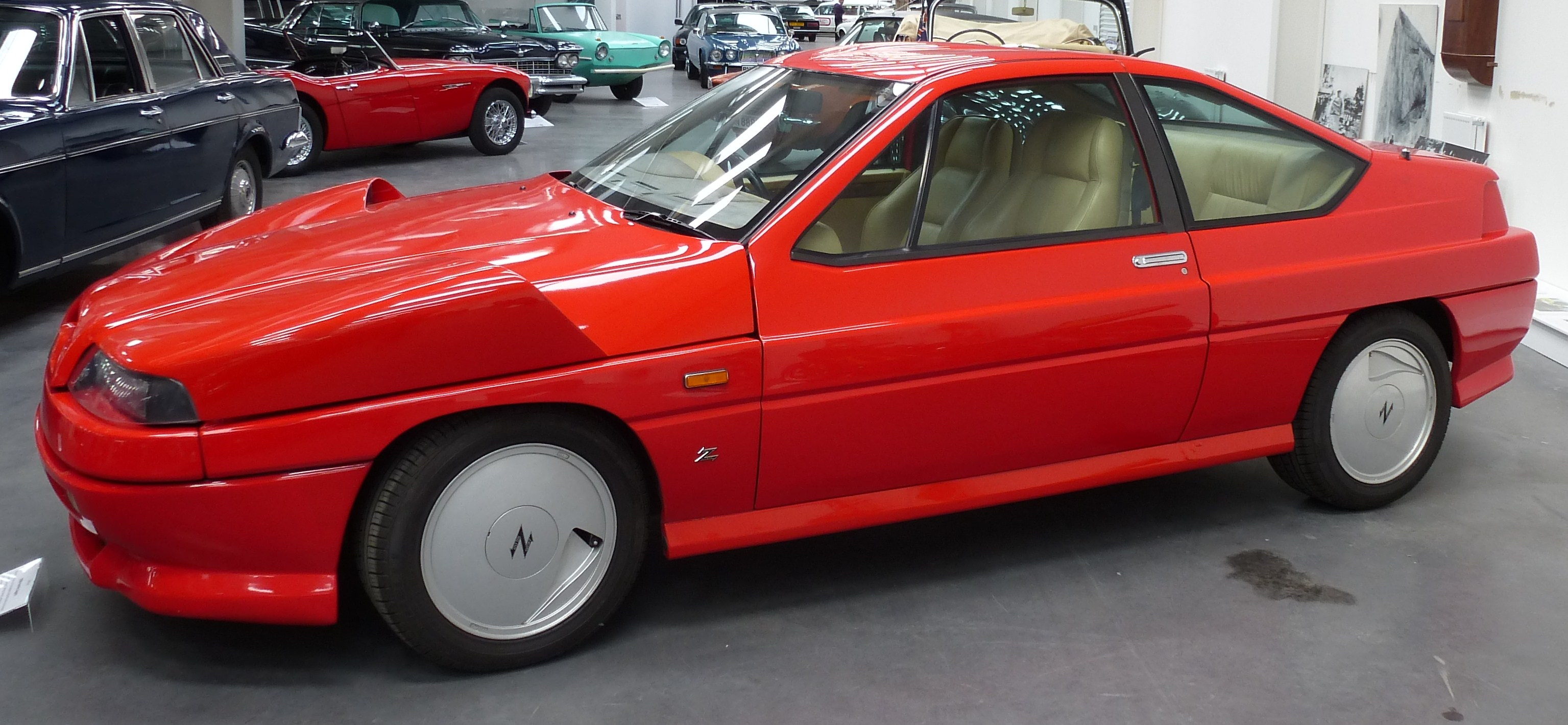
Autech Zagato Stelvio

Ein Schwerpunkt der Tätigkeit sind Konstruktionsdienstleistungen für Automobilhersteller und Designstudios, d. h. die technische Umsetzung der Designentwürfe. Seit dem Beginn des 21. Jahrhunderts konstruiert OPAC auch komplette Autos.
OPAC konstruiert seit den 1980er-Jahren die Karosserien von Unikaten und Kleinserienfahrzeugen. Eine enge Beziehung bestand einige Jahre lang zu Zagato. Für das Mailänder Designstudio konstruierte OPAC den von Nissans Tochtermarke Autech angebotenen Autech Zagato Stelvio AZ1 und dessen Nachfolgemodell Autech Gavia Zagato, die bei Zagato komplettiert und von 1987 bis 1995 vor allem in Japan verkauft wurden, sowie die Show Cars Nissan Seta und Bambù.
In den 1990er-Jahren konstruierte OPAC im Auftrag verschiedener Designstudios die Karosserien mehrerer Sondermodelle, die für Hassanal Bolkiah, den Sultan von Brunei, bestimmt waren. Dazu gehören die Rolls-Royce-Sondermodelle Cloudesque und Royale, die von Heuliez bzw. Pininfarina gestaltet worden waren und insgesamt etwa zehnmal gebaut wurden. Zur gleichen Zeit setzte OPAC Pininfarinas Entwürfe für eine viertürige Stufenhecklimousine und einen fünftürigen Kombi auf der Basis des Ferrari 456 um. Die von Pietro Camardella gestalteten Autos, für die die Zusatzbezeichnung Venice eingeführt ist, wurden ebenfalls etwa zehnmal gebaut und gingen zumeist an Angehörige des bruneiischen Königshauses.
Zu den weiteren Fahrzeugen, für die OPAC die Karosserien konstruierte, gehören das von Walter de Silva gestaltete Show Car Alfa Romeo Proteo (1994) und der Lamborghini Canto, ein Zagato-Entwurf von 1999.
Größeren Umfang nahmen OPACs Arbeiten beim Aston Martin DB AR1 ein, einem ab 2003 in 99 Exemplaren gebauten Sondermodell auf der Basis des Aston Martin DB7 mit Zagato-Karosserie. Hier konstruierte OPAC das komplette Auto. Gleiches gilt für Lamborghinis Unikate Aventador (2012) und Centenario (2016).

### Bau von Rohkarosserien

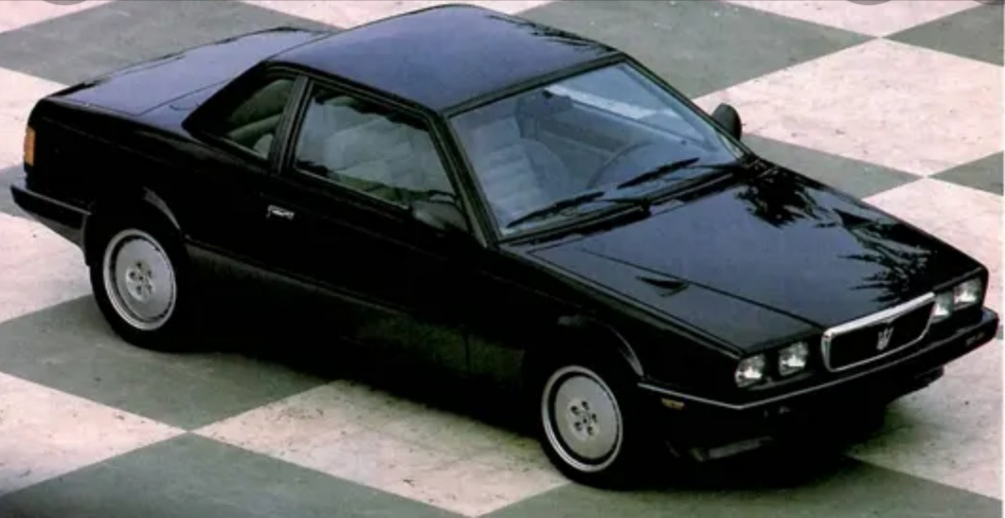
Maserati Karif

Ein weiterer Schwerpunkt OPACs ist der Bau von Rohkarosserien für Kleinserienfahrzeuge. Üblicherweise werden die Autos unter Verwendung dieser zugelieferten Komponenten in anderen Werken komplettiert.
Rohkarosserien fertigte OPAC unter anderem für den Alfa Romeo RZ und SZ sowie den Maserati Biturbo Spyder und den Maserati Karif; diese Autos wurden jeweils bei Zagato fertiggestellt. Weitere Autos mit Karosserien von OPAC sind der Alfa Romeo 8C Competizione, der Aston Martin DB7, der MG XPower SV und die Lamborghini-Modelle Aventador, Murciélago und Reventón.

### Eigene Prototypen

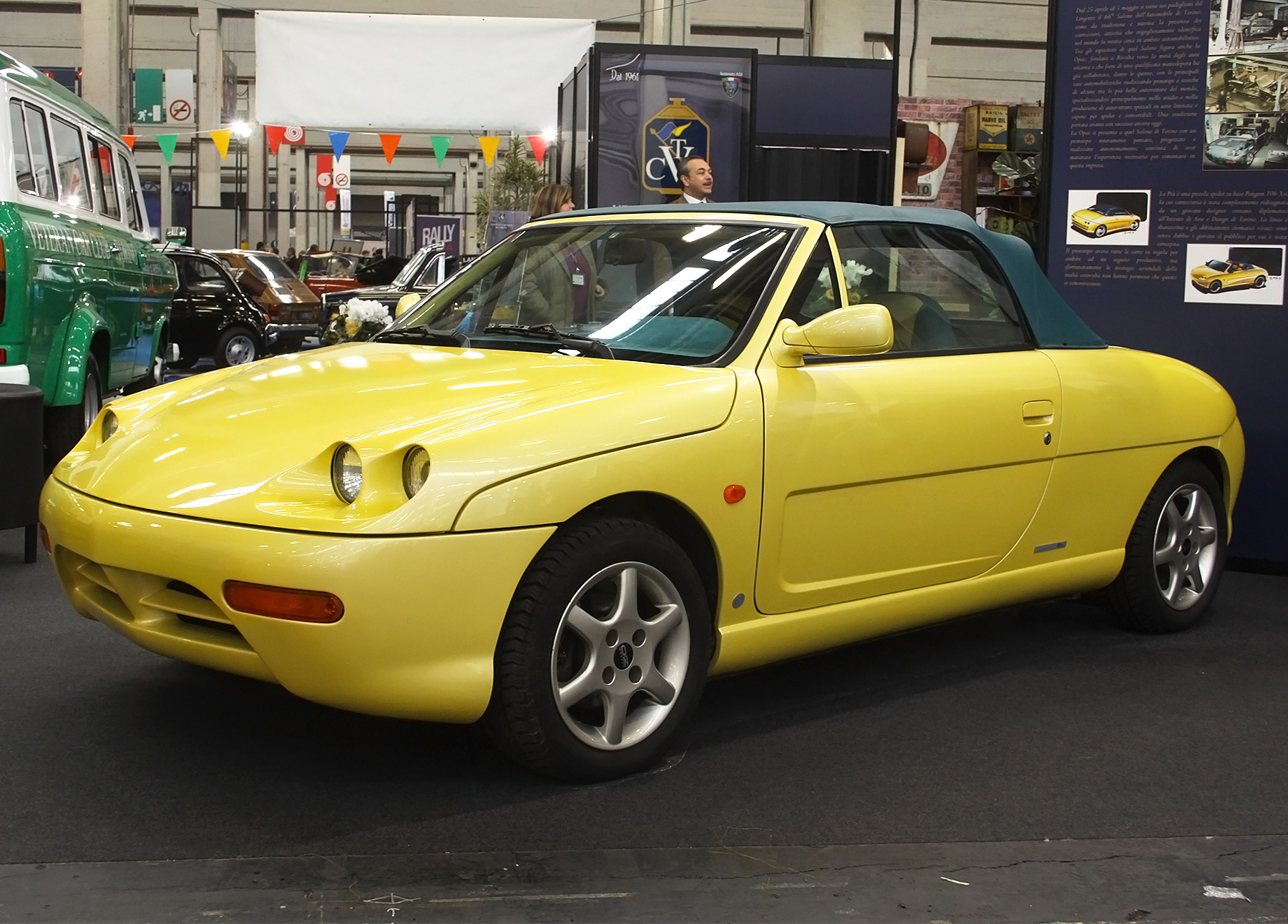
Peugeot Più (1996)

Zu den Prototypen, die OPAC im eigenen Namen gestaltete und baute, gehört der Maserati Opac Spyder, ein fahrbereites Einzelstück von 1992, der als Vorschlag für einen Nachfolger des seit 1984 produzierten Maserati Biturbo Spyder gedacht war. Der Opac Spyder rief großes Interesse beim Publikum und in den Medien hervor. Allerdings kam es nicht zu einer Serienfertigung. In der Fachpresse wurde wiederholt die Vermutung geäußert, Maseratis damaliger Inhaber Alejandro de Tomaso hätte sich gegen eine Produktion des attraktiven Opac Spyder ausgesprochen und eine Fertigung mit allen Mitteln zu verhindern gesucht.
Ein weiterer Prototyp von OPAC war der Peugeot Più (alternativ: Opac Più), ein zweisitziges Cabriolet von 1996 mit der Antriebstechnik des Peugeot 106. Das fahrbereite Auto existiert noch; es wurde 2022 auf einer Versteigerung zum Verkauf angeboten.

## Galerie

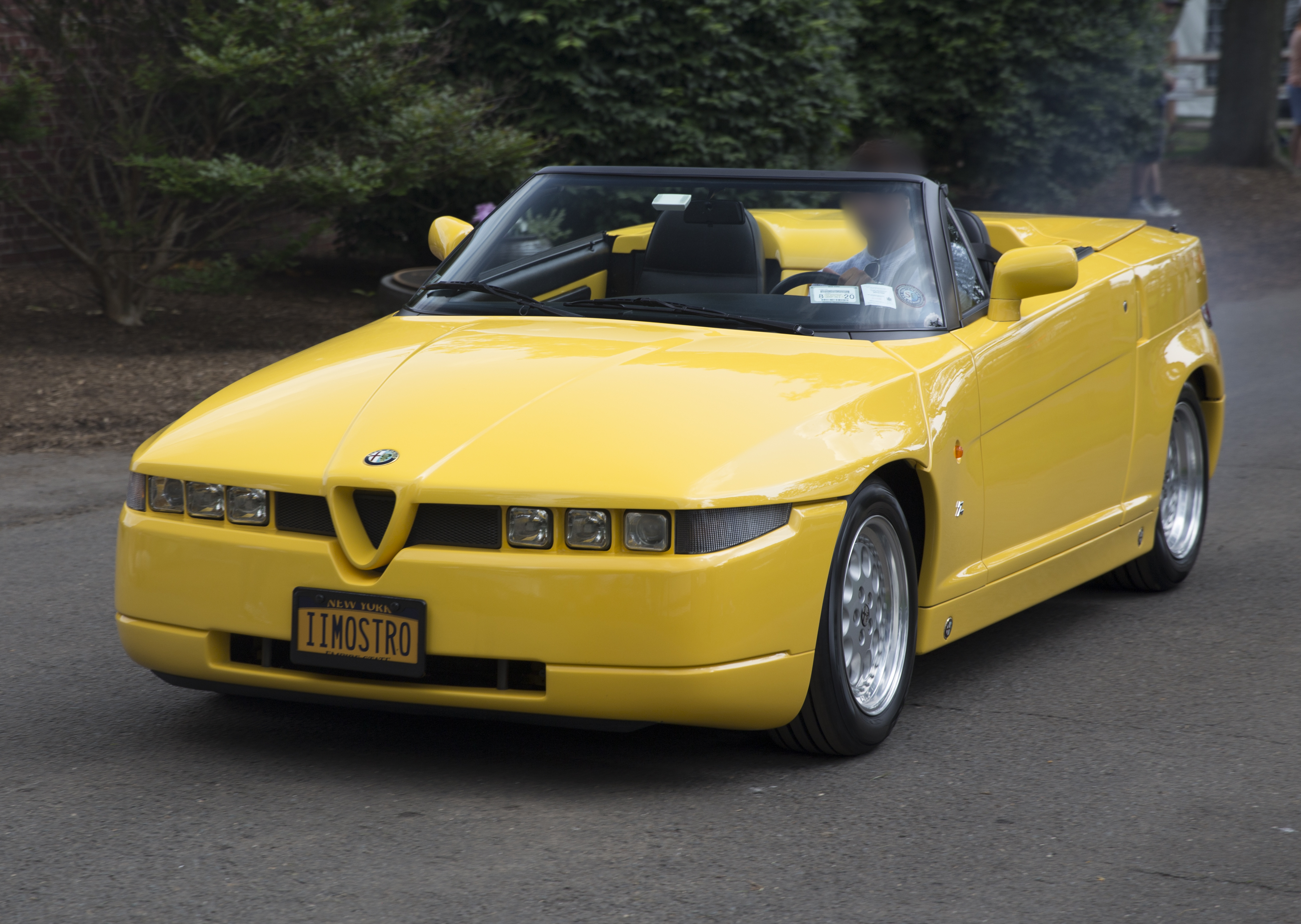
Alfa Romeo RZ
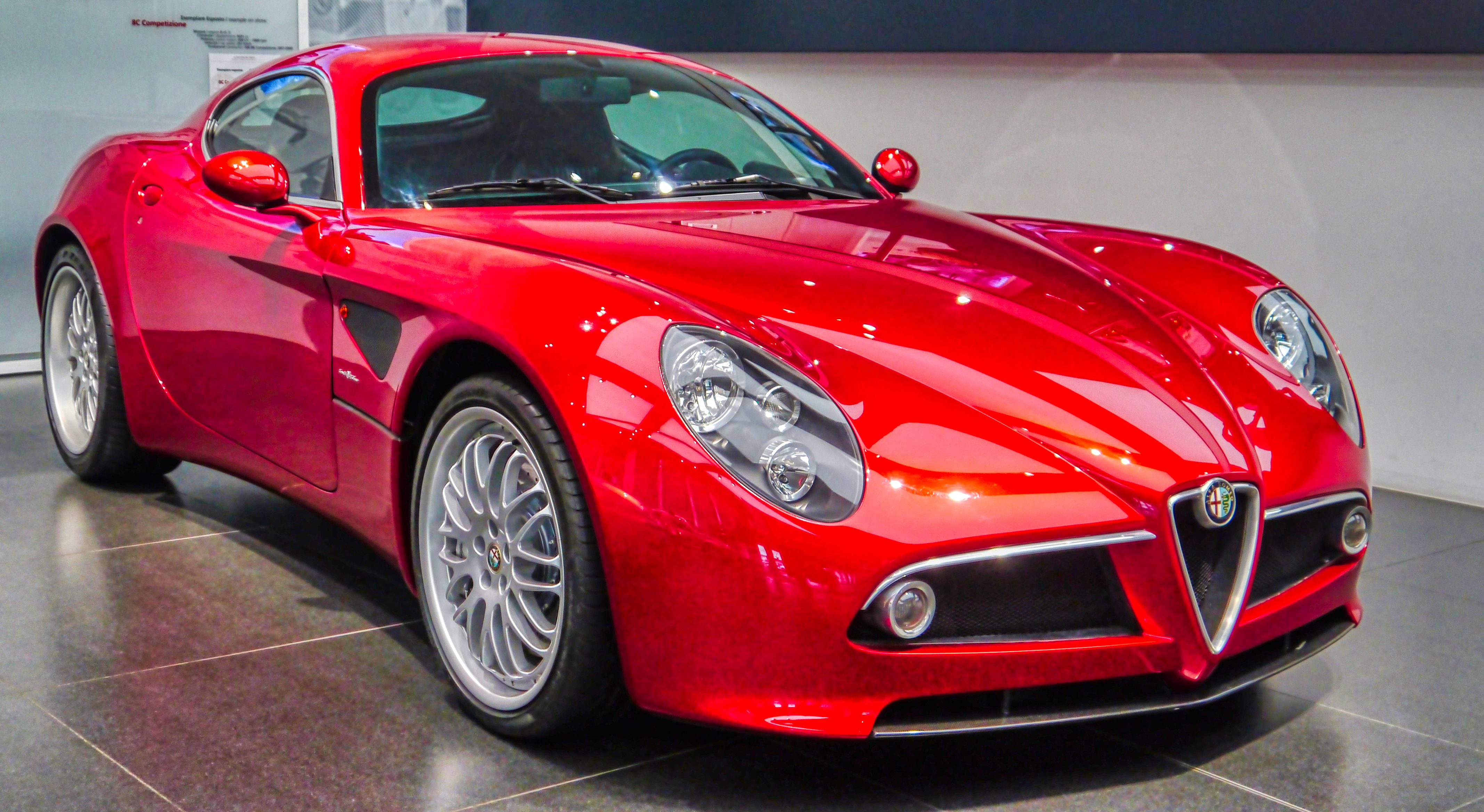
Alfa Romeo 8C Competizione
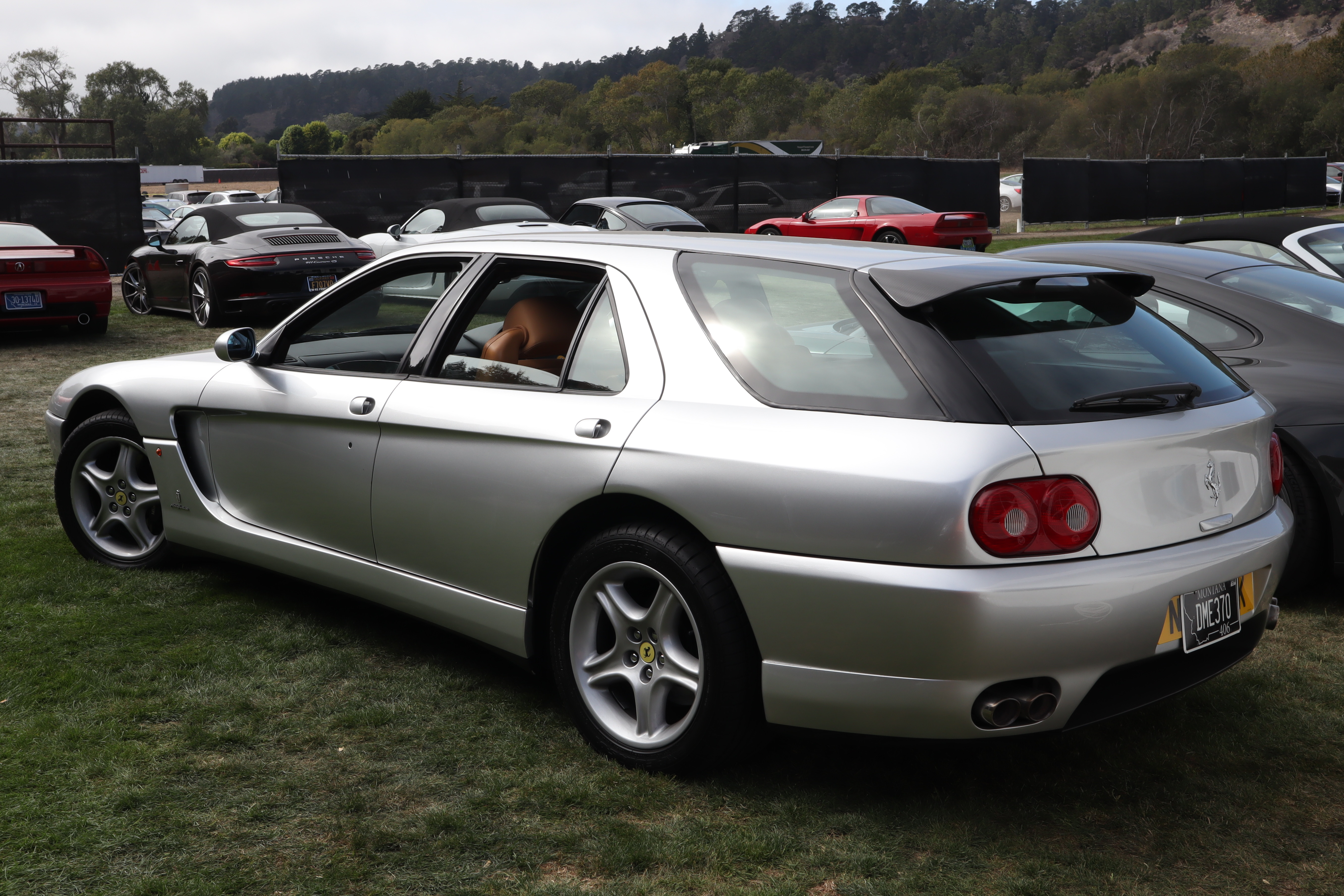
Ferrari 456 GT Venice
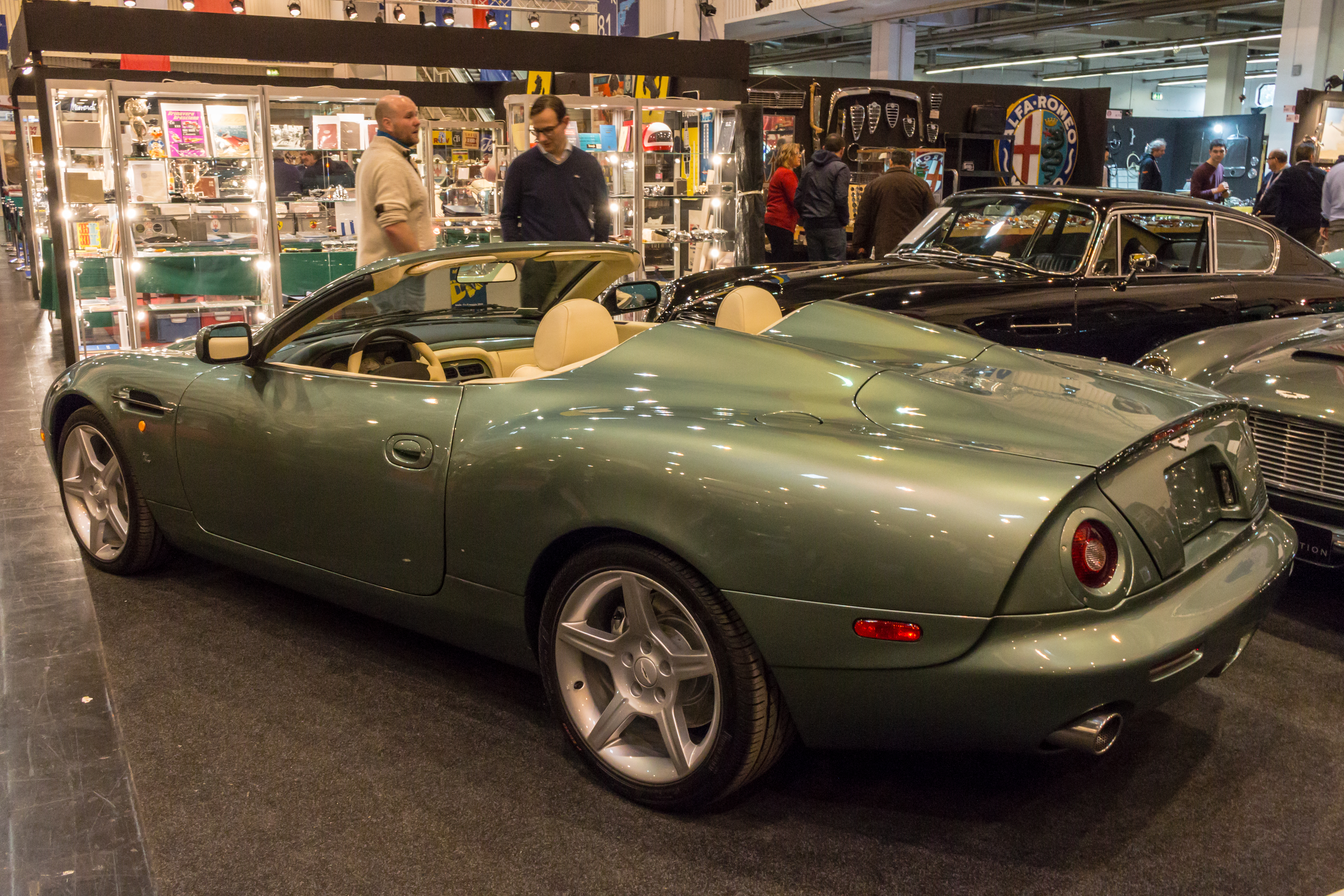
Aston Martin DB AR1
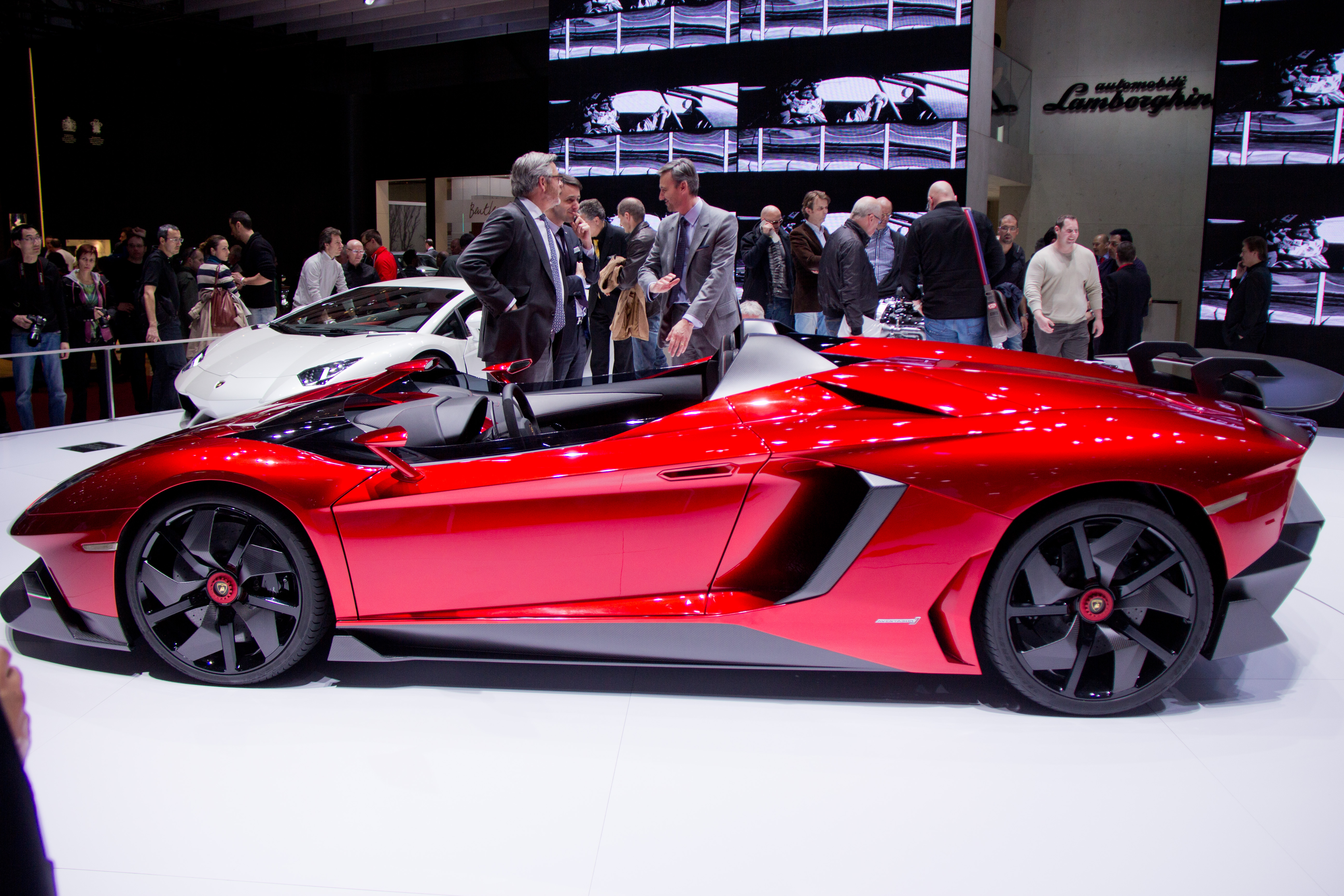
Lamborghini Aventador J
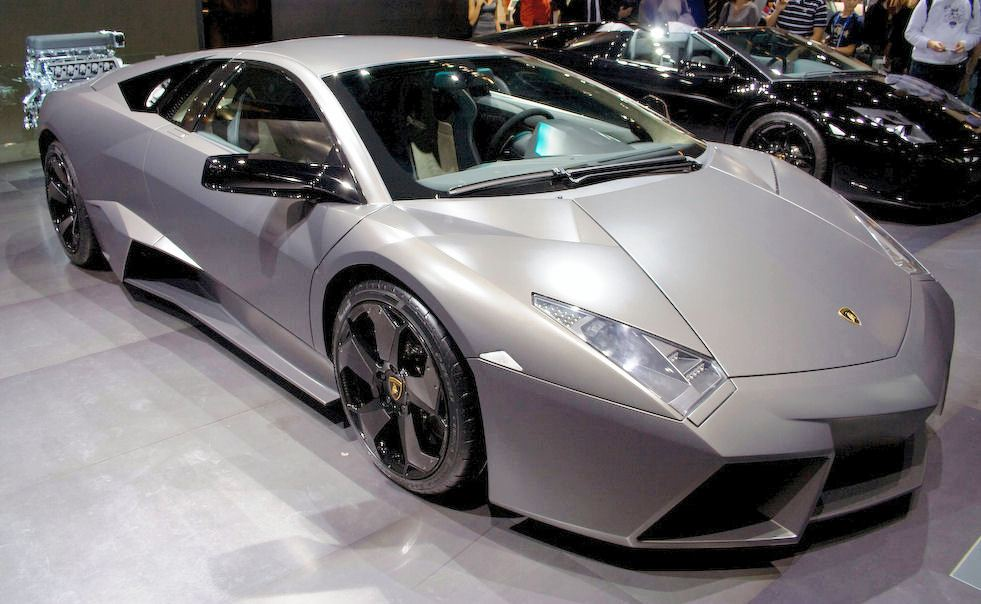
Lamborghini Reventón
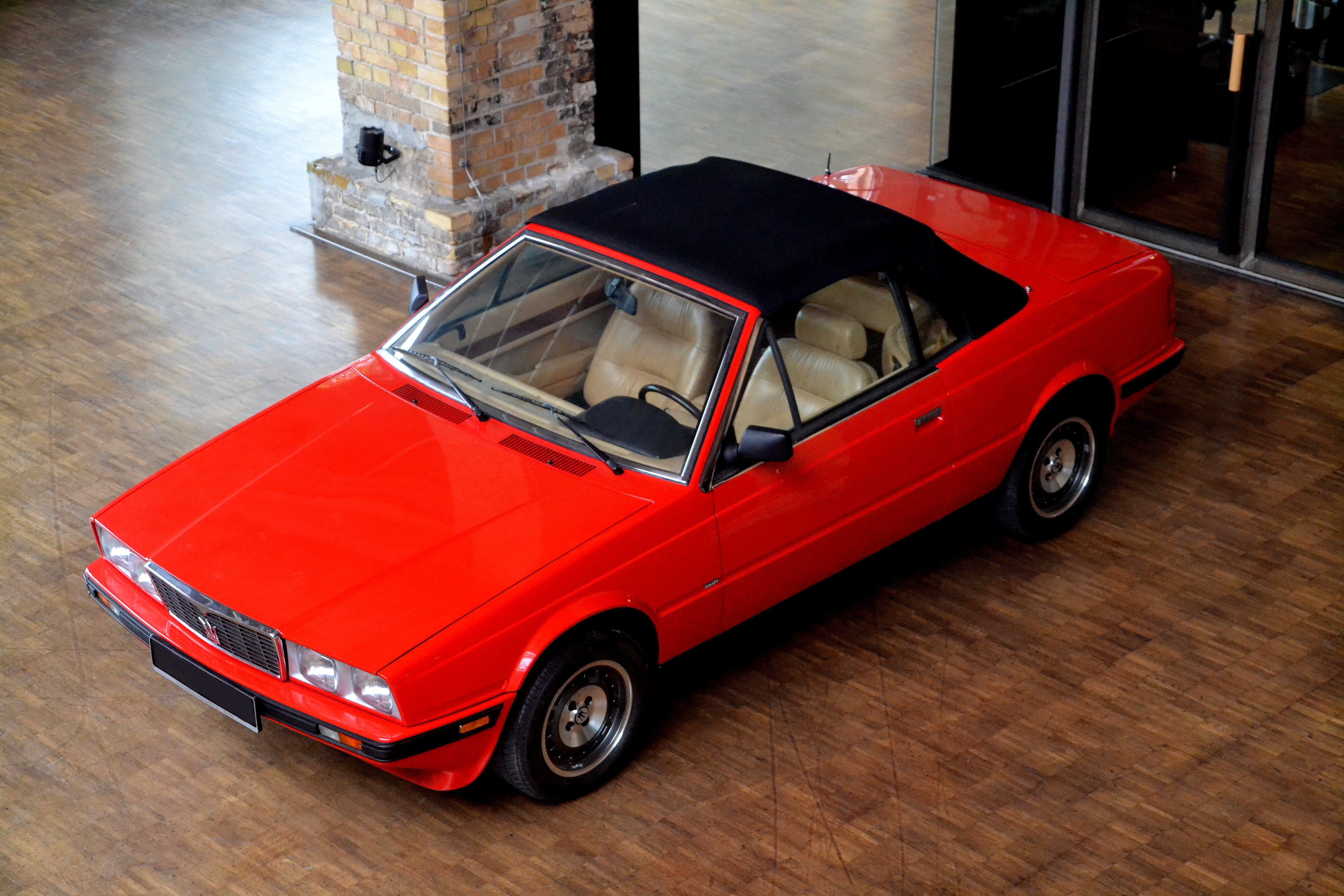
Maserati Biturbo Spyder